# X 수색대
《X 수색대》는 MBC에서 1978년 1월 23일부터 1978년 6월 30일까지 방영한 어린이 연속극이다. 마지막 회차를 제외한 모든 회차는 유실된 로스트 미디어이다.

## 등장 인물
- 손창민 - 별동이 역
- 홍종현 - 어라차 역
- 김형중 - 뚱돌 역
- 박종범 - 샌님 역
- 신민경 - 방울이 역
- 김지훈 - 쪼롱박 역
- 김호영 - 외계인1 역
- 백인철 - 외계인2 역
- 박윤배 - 외계인3 역
- 이수나 - 점성사 역
- 박영지 - 알파인 역
- 박영태 - 강 부장 역
- 유인촌 - 강 중위 역
- 손창호 - 뚝보 역
- 박규채 - 강 박사 역
- 박종관 - 노 박사 역
- 박상조 - 카스트 역
- 나문희
- 최은숙
- 김희숙
- 고두심
- 박광남
- 이계인
- 홍순창
- 강인덕
- 임채무
- 이운우
- 김상순
- 오미연
- 이경실
- 한미영
- 정윤선
- 임예진
- 강남길
- 송승환
- 신금매

## 드라마 제목
처음 MBC 측에서는 중간에 옆줄(하이픈)을 넣어서, 《X-수색대》라고 제목을 정하고 홍보했으나, 이후 이 프로그램이 크게 인기를 끌면서 각종 언론사에서 중간에 옆줄 없이 《X수색대》 또는 《X 수색대》라고 기사를 썼다. 이후 각종 기념품 등에서 'X 수색대'라고 쓰거나 중간에 별 표시를 넣어서, 'X★수색대'라고 사용하기도 했다.